# Sarbia (Poméranie-Occidentale)
Pour les articles homonymes, voir Sarbia (homonymie).
Sarbia (Zarben en allemand) est une localité polonaise de la gmina rurale et du powiat de Kołobrzeg en voïvodie de Poméranie-Occidentale. Elle se situe à environ 105 km au nord-est de la capitale régionale Szczecin.

## Géographie

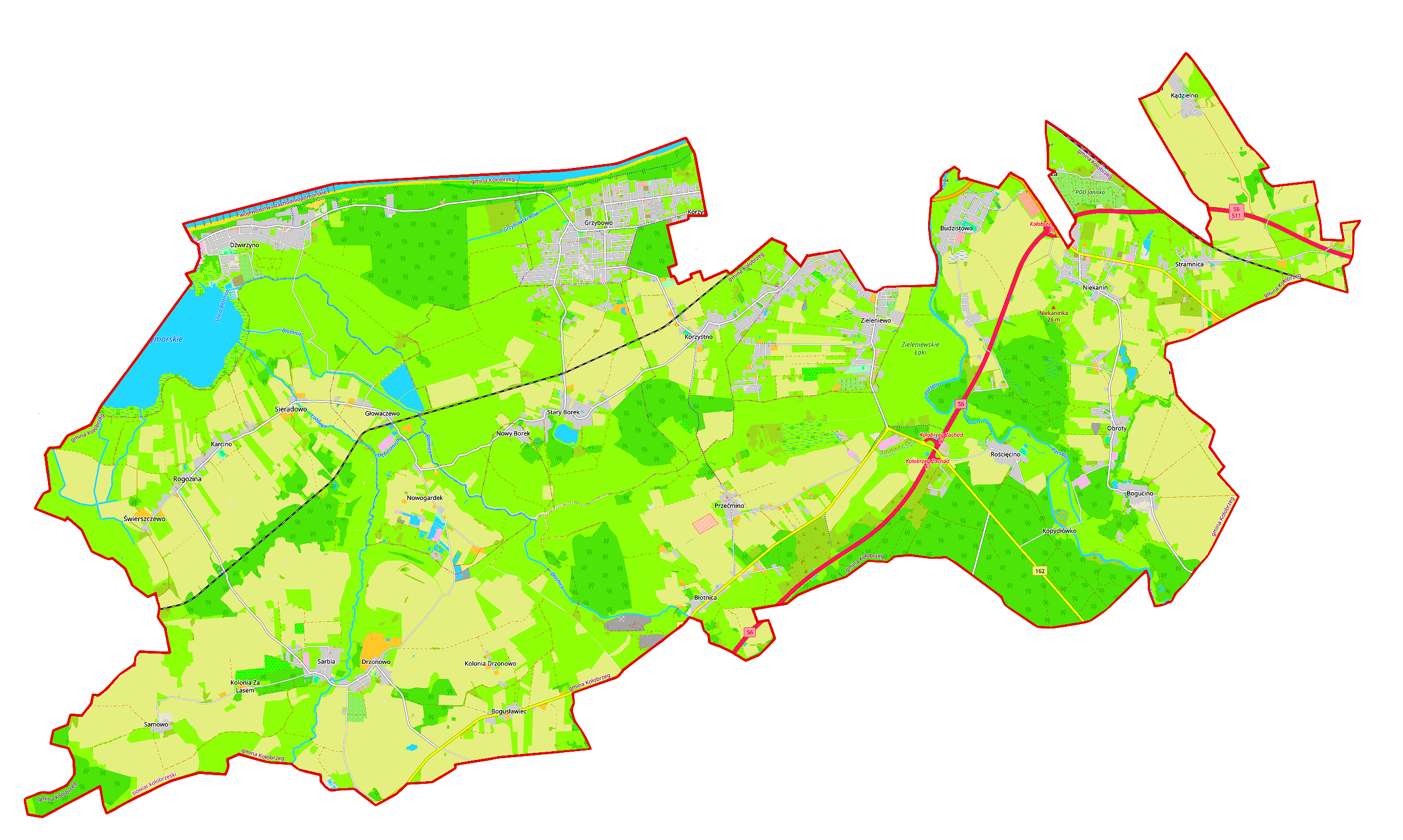
Carte de la gmina de Kołobrzeg.

## Histoire
De 1637 à 1945, Zarben fait partie de l'arrondissement de Greifenberg-en-Poméranie au sein de la province de Poméranie.